# La Balme
La Balme (früher italienisch Balma) ist eine französische Gemeinde mit 356 Einwohnern (Stand 1. Januar 2022) im Département Savoie in der Region Auvergne-Rhône-Alpes. Sie gehört zum Kanton Bugey savoyard im Arrondissement Chambéry und ist Mitglied im Gemeindeverband Yenne.

## Geographie

### Lage
La Balme liegt auf 232 m, etwa 22 Kilometer nordwestlich der Präfektur Chambéry und 68 Kilometer östlich der Stadt Lyon (Luftlinie). Das Dorf erstreckt sich am Ufer der Rhône, die hier die Westgrenze des Département Savoie bildet. Nachbargemeinden von La Balme sind Virignin im Norden, Yenne, und Traize im Osten, Loisieux und Champagneux im Süden sowie Murs-et-Gélignieux, Peyrieu und Brens im Département Ain im Westen.

### Topographie
Die Fläche des 9,40 km² großen Gemeindegebiets umfasst eine flache Schwemmebene am linken Rhône-Ufer an der Stelle, an der der Umleitungskanal von Belley wieder in das ursprüngliche Flussbett mündet. Der zuerst westwärts gerichtete Fluss biegt an dieser Stelle scharf nach Süden ab und begrenzt das Gemeindegebiet im Norden und Westen. Im Osten reicht der Gemeindeboden bis auf die Oberkante eines Steilhangs, hinter dem ein etwa ein Kilometer breiter Bergrücken die Ebene von Yenne vom Rhônetal trennt. Auf diesem Bergrücken erreicht die Gemeinde mit 689 m ihre höchste Erhebung. Das stellenweise sehr schmale Gemeindegebiet erstreckt sich über mehrere Kilometer nach Süden bis zu einer Flussbiegung, mit der die Rhone wieder in Richtung Westen fließt. An dieser Stelle verbreitert sich die Schwemmebene wieder und bietet Platz für einige noch zu La Balme gehörende Weiler und Gehöfte.

## Geschichte
Der Ortsname tritt 738 erstmals urkundlich in Erscheinung als balmae. Im Mittelalter bestand in La Balme unter der Oberhoheit der Grafen von Savoyen eine kleine Herrschaft, die nach 1581 mehrfach den Besitzer wechselte.

## Sehenswürdigkeiten
|  |

Die Pfarrkirche Saint-Maurice von La Balme stammt aus dem 18. Jahrhundert, beherbergt jedoch eine Glocke von 1630. Direkt beim Ort endet die Gorge de la Balme, eine etwa 200 m tiefe Schlucht, in der die Rhone eine der kleineren Antiklinalen des Jura durchbricht.

## Bevölkerung
| Jahr                       | 1962 | 1968 | 1975 | 1982 | 1990 | 1999 | 2006 | 2011 | 2021 |
| Einwohner                  | 192  | 141  | 147  | 155  | 159  | 178  | 224  | 263  | 350  |
| Quellen: Cassini und INSEE |      |      |      |      |      |      |      |      |      |

Mit 356 Einwohnern (Stand 1. Januar 2022) gehört La Balme zu den kleinen Gemeinden des Départements Savoie. Nachdem die Einwohnerzahl in der ersten Hälfte des 20. Jahrhunderts stark rückläufig war (1901 wurden noch 448 Einwohner gezählt), wurde seit der Jahrtausendwende wieder eine deutliche Bevölkerungszunahme verzeichnet. Die Ortsbewohner von La Balme heißen auf Französisch Balméran(e)s. 

## Wirtschaft und Infrastruktur
La Balme ist bis heute ein vorwiegend durch die Landwirtschaft geprägtes Dorf, das mehrere Kleinstbetriebe in diesem Sektor hat. Die Erwerbstätigen sind dagegen Wegpendler, die in den größeren Ortschaften der Umgebung ihrer Arbeit nachgehen.
Die Ortschaft liegt in der Nähe der Départementsstraße D1504, die als ehemalige Nationalstraße N504 von Ambérieu-en-Bugey nach Chambéry führt und in der Gorge de la Balme die Rhone überquert. Von ihr zweigt die D1516 ab, die die Gemeinde von Norden nach Süden durchquert und mit Saint-Genix-sur-Guiers verbindet. Die nächsten Anschlüsse an die Autobahnen A43 und A41 befinden sich in rund 19 bzw. 23 Kilometern Entfernung.